# Wilhelm Feldman
Wilhelm Feldman (8. dubna 1868, Zbaraž, dnes Ukrajina – 25. října 1919, Krakov) byl polský literární kritik a historik, publicista, prozaik a dramatik židovského původu, jeden z představitelů období tzv. Mladého Polska.

## Život
Pocházel z chudé ortodoxní chasidské rodiny, se kterou se roku 1884 názorově rozešel. Žil ve Lvově a v Krakově, sám se vzdělával a provozoval osvětovou činnost v mládežnických demokratických organizacích. Velkou pozornost věnoval židovské otázce, kterou chtěl řešit asimilací. Roku 1895 navštěvoval přednášky na Berlínské univerzitě.

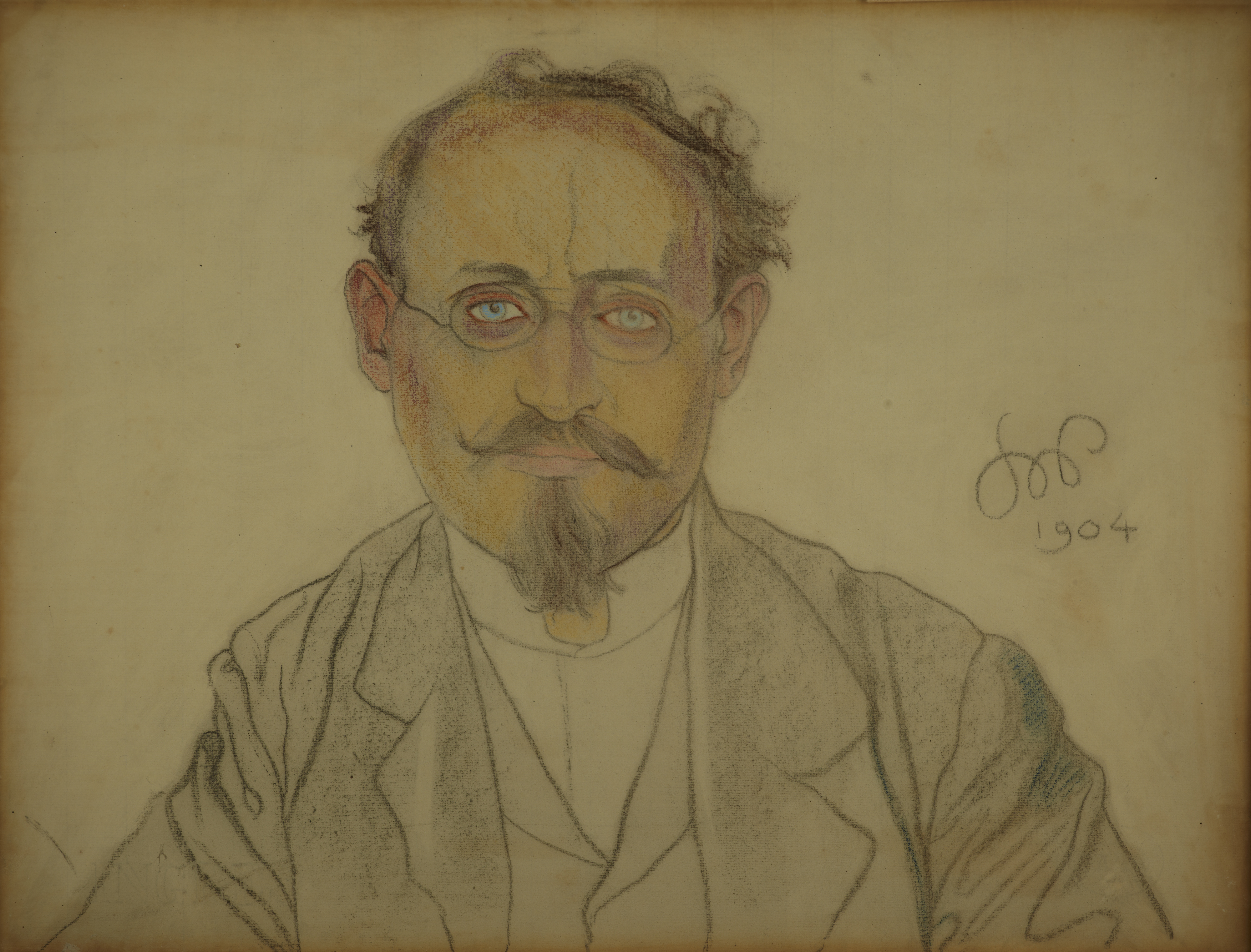
Fekdmanův portrét od Stanisława Wyspiańského z roku 1904

Patřil k zakladatelům studentského časopisu Ognisko a deníku Dziennik Krakowski a v letech 1901 až 1914 vydával a redigoval literární a společenský měsíčník Krytyka. Spolupracoval rovněž s redaktorem českého časopisu Slovanský přehled Adolfem Černým. Politicky byl spjat s haličskými socialistickými reformisty, během první světové války vstoupil do polských legií a podporoval Józefa Piłsudského. V letech 1915–1918 působil s diplomatickým posláním v Berlíně.
Jako kritik a publicista byl mluvčím a propagátorem mladopolské literatury, která podle jeho názoru navazovala na romantismus. Psal politické, historické a literárně-kritické studie, je rovněž autorem několika románů a divadelních her.
Zemřel na úplavici a byl pochován na Rakowickém hřbitově v Krakově. Těsně před smrtí přijal křesťanství.

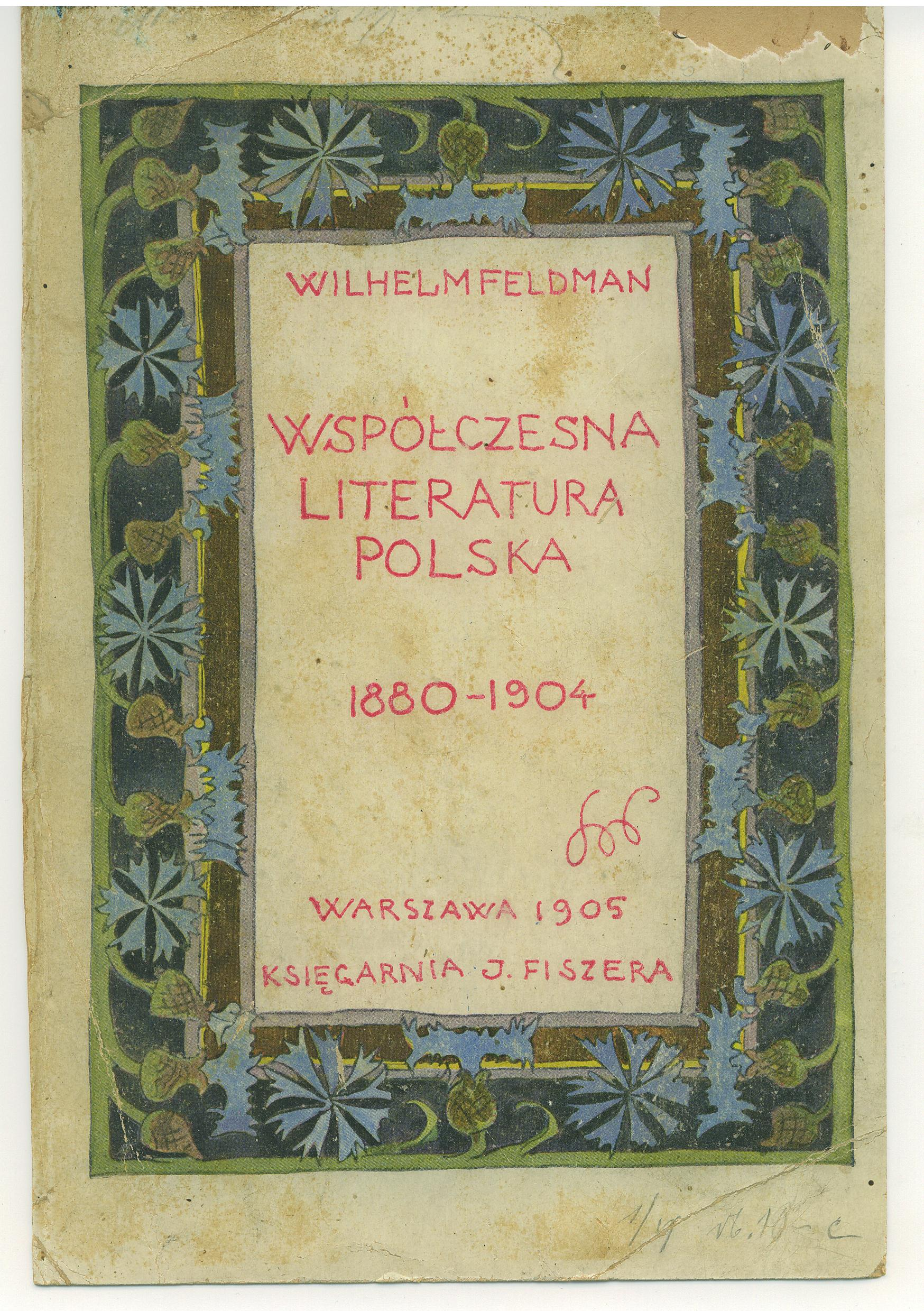
Współczesna literatura polska, vydání z roku 1905

## Výběrová bibliografie

### Próza a dramata
- Piękna Żydówka (1887, Krásná židovka), román.
- Żydziak (1888, Židáček), črta.
- Nowele i obrazki (1889, Povídky a obrázky)
- W okowach (1890, V okovech), román.
- Jak w życiu (1892).
- Ananke (1897), román.
- Sądy Boże (1898, Boží soudy), divadelní hra.
- Cudotwórca (1901, Divotvůrce), divadelní hra.
- Czyste ręce(1901, Čisté ruce), divadelní hra.
- Cień (1902, Stín), divadelní hra.
- Życie (1903, Život), divadelní hra.
- My artyści (1909, My umělci), komedie ze života bohémy.
- Virago (1911), divadelní hra.

### Odborné práce
- Nowi ludzie (1894, Noví lidé), psychologicko-společenská studie.
- Współczesna literatura polska (1902, Současná literatura polská), Feldmanovo hlavní dílo, které autor v dalších vydáních průběžně doplňoval, a po jeho smrti další autoři.[2]
- Współczesna krytyka literacka w Polsce (1905, Současná polská literární kritika)
- O twórczości Stanisława Wyspiańskiego i Stefana Żeromskiego, (1905, O tvorbě Stanisława Wyspiańského a Stefana Żeromského), literárně-kritická studie.
- Pomniejszyciele olbrzymów (1905, Zmenšovatelé obrů), literárně-kritická studie.
- Henryk Ibsen (1906), literárně-kritická studie.
- Stronnictwa i programy polityczne w Galicji 1846–1906 (1907, Politické strany a programy v Haliči), politická studie, dvě části,
- Dzieje polskiej myśli politycznej w okresie porozbiorowym (1914–1920, Dějiny politického myšlení v období po záborech, politická studie, tři části.

## Česká vydání a překlady
- Současná literatura polská, Praha: Jan Laichter 1936, přeložil Jiří Horák.
- Virago, přeložil Adolf Černý, rukopis.